# Заружко, Валерия Леонидовна
Валерия Леонидовна Заружко (укр. Валерія Леонідівна Заружко; род. 2 декабря 1978, Новый Свет, Донецкая область) — украинский политик. Народный депутат Украины VIII созыва (2017—2019). Член Радикальной партии Олега Ляшко.

## Биография
Родилась 2 декабря 1978 году в посёлке Новый Свет Старобешевского района Донецкой области. Выросла и получила высшее образование в Донецке.
В 2002 году начала предпринимательскую деятельность. Работала в розничной торговле, консалтинге и брокеридже. После начала вооружённого конфликта на востоке Украины переехала из Донецка в Вишневое Киевской области. Являлась управляющим партнёром агентства недвижимости «007». Вице-президент по устойчивому развитию Профессиональной ассоциации экологов Украины.
По словам Валерии во время чемпионата Европы 2012 года по футболу она в фан-зоне парка Щербакова в Донецке познакомилась с политиком Олегом Ляшко. Накануне досрочных парламентских выборов 2014 года присоединилась к Радикальной партии Олега Ляшко. Возглавила донецкую областную ячейку партии. Под номером 28 была включена в список партии на выборах, однако в парламент не прошла. После того, как её однопартиец Андрей Артеменко был лишён статуса народного депутата, Валерия 7 декабря 2017 года заняла его место в Верховной раде. Стала членом групп по межпарламентским связям с Австрией, Великобританией, Германией, Францией, США, Грузией, Италией и Израилем. В апреле 2018 года стала сопредседателем межфракционного парламентского объединения «Женщины. Мир. Безопасность».
На выборах в Верховную раду 2019 года Заружко под номером 13 шла по спискам Радикальной партии, однако данная политическая сила в парламент не прошла.

## Личная жизнь
Супруг — предприниматель Сергей Заружко. Руководитель агентства недвижимости «007». Воспитывает трёх дочерей — Валерию, Марию и Александру.
В 2016 году принимала участие в Киевском марафоне, а в следующем году — в Мюнхенском полумарафоне.